# Снелл, Ханна
Ханна Снелл (англ. Hannah Snell; 1723 — 1792) — английская женщина, которая, как сообщается, переодевшись мужчиной, стала солдатом английской армии.
Ханна Снелл родилась в Вустере, Англия, 23 апреля 1723 года. Местные жители утверждали, что она представляла себя солдатом, ещё будучи ребенком. В 1740 году она переехала в Лондон, а затем вышла замуж за Джеймса Саммса 6 января 1744 года.
В 1746 году она родила дочь, Сюзанну, которая умерла год спустя. Когда её муж бросил её, она взяла мужской костюм своего деверя Джеймса Грея, взяла его имя и стала искать Саммса (позже она узнала, что её муж был казнен за убийство). По её собственным словам, она присоединилась к шестому пехотному полку Джона Гиза в армии герцога Кумберлендского, воевавшего против Карла Эдуарда Стюарта, и дезертировала, когда её сержант назначал ей наказание в 500 ударов плетью. Однако хронология её жизни допускает очень малую вероятность того, что она когда-либо служила в полку Гиза, и эта часть её истории, скорее всего, является выдумкой.
После смерти своей дочери она переехала в Портсмут и присоединилась к морской пехоте. Она взошла на борт корабля Swallow в Портсмуте 23 октября 1747 года. Корабль отплыл в Лиссабон 1 ноября. Задачей солдат было вторгнуться на Маврикий, но атака была отменена. Её подразделение затем отплыло в Индию.
В августе 1748 года её отряд был отправлен в экспедицию, чтобы захватить французскую колонию Пондишери в Индии. Позже она также участвовала в сражении при Девикотте в июне 1749 года. Она была ранена одиннадцать раз в ноги и один раз в пах. Она либо смогла вылечить свою рану паха, не раскрывая своего пола, или же, возможно, воспользовались помощью дружественной индийской медсестры.
В 1750 году её отряд вернулся в Англию и отправился из Портсмута в Лондон, где она раскрыла свой пол своим товарищам 2 июня. Она обратилась к герцогу Кумберлендскому, главе армии, с просьбой о назначении пенсии. Кроме того, она продала свои мемуары лондонскому издателю Роберту Уокеру, который опубликовал её материалы в виде книги под названием The Female Soldier (рус. «Женщина-солдат») в двух различных изданиях. Кроме того, она стала появляться на сцене в своей форме, показывая военные приёмы и исполняя песни. Три художника нарисовали её портреты в военной форме, а журнал The Gentleman's Magazine предъявил ей претензии. Она была с честью отправлена в отставку, а Королевский госпиталь в Челси официально признал военную службу Снелл в ноябре и предоставил ей пенсию в 1750 году (повышенную в 1785 году), что было редкой вещью в те дни.
Ханна удалилась в Вэппинг и открыла таверну под названием The Female Warrior  (или же The Widow in Masquerade (рус. «Переодетая вдова» — разные источники сообщают разное), но она просуществовала недолго. К середине 1750-х годов она жила в Ньюбери в Беркшире. В 1759 году она вышла там замуж за Ричарда Айлса, в браке с которым у неё родилось двое детей. В 1772 году она вышла замуж за Ричарда Хэбгуда из Вельфорда, также в Беркшире, и пара переехала в Мидлендс. В 1785 году она жила со своим сыном Джорджем Спенсом Айлсом, клерком, на Church Street, Сток Ньювингтон.
В 1791 году её психическое состояние резко ухудшилось. Она поступила в больницу Бетлема 20 августа. Она умерла 8 февраля 1792 года.
Драматург Ширли Джи написала две вымышленных инсценировки из жизни Снелл: радиопостановку Against the Wind (1988) и пьесу Warrior (1989).